# اراضی باهیرچار گوشکاتی
اراضی باهیرچار گوشکاتی (به لاتین: Arazi Bahirchar Ghoshkati) یک روستا در بنگلادش است که در استان باریسال و در ناحیه باریسال واقع شده‌است.